# Centre de poussée
Pour les articles homonymes, voir Foyer.
En aéronautique, le centre de poussée d'un aérodyne est le point d'application des forces aérodynamiques et sa variation spatiale correspond à la trajectoire.
En yachting, le centre de poussée d'un voilier est appelé centre vélique.

## Analogie avec le centre de gravité
Par analogie, on peut dire que le centre de poussée est aux forces aérodynamiques ce que le centre de gravité est aux forces de pesanteur. En effet, lorsqu'un solide est placé dans un fluide en mouvement, en tout point de sa surface est exercée une force (pression ou dépression). La somme de ces forces, en direction et intensité, s'applique au centre de poussée comme la pesanteur cumulée de tous les éléments d'un objet s'applique en son centre de gravité, et l'un comme l'autre de ces points physiques peuvent ne correspondre à aucun point matériel.